# باتريوتس
باتريوتس هو نادي كرة سلة رواندي من كيغالي. تأسس عام 2014، وحقق لقب الدوري الرواندي لكرة السلة أربع مرات.